# János Wenk
János Wenk (ur. 24 kwietnia 1894 w Czadcy, zm. 17 października 1962 w Budapeszcie) – węgierski pływak i waterpolista, uczestnik igrzysk olimpijskich.
Wenk po raz pierwszy wystartował na igrzyskach olimpijskich podczas V Letnich Igrzysk Olimpijskich w Sztokholmie w 1912. Wystartował w dwóch konkurencjach. W turnieju piłki wodnej zajął wraz z drużyną węgierską piąte miejsce. W całym turnieju strzelił trzy bramki. W wyścigu pływackim na dystansie 100 metrów stylem grzbietowym uzyskał czas 1:28,6 i początkowo zakwalifikował się do półfinału, lecz ostatecznie został zdyskwalifikowany.
Dwanaście lat później, podczas VIII Letnich Igrzysk Olimpijskich w Paryżu w 1924 wziął udział w turnieju piłki wodnej, gdzie węgierska reprezentacja zajęła piąte miejsce.
Wenk reprezentował barwy budapeszteńskiego klubu Ferencvárosi TC.